# Der Kampf
Der Kampf var en österrikisk socialistisk tidning, grundad år 1907 av socialdemokraterna Otto Bauer, Adolf Braun och Karl Renner.
Tidskriften utgavs i Wien från år 1907 och efter februariupproret 1934 i Tjeckoslovakien. Der Kampf var austromarxismens huvudorgan.

### Översättning
Den här artikeln är helt eller delvis baserad på material från tyskspråkiga Wikipedia, Der Kampf (Zeitschrift SDAP), 26 november 2020.